# ویلیام اچ. مکالفاتریک
ویلیام اچ. مکالفاتریک (انگلیسی: William H. McElfatrick؛ ۱۸۵۴ – 28 september 1922) معمار اهل ایالات متحده آمریکا بود.